# Deltote bryistis
Deltote bryistis is een vlinder uit de familie van de uilen (Noctuidae). De wetenschappelijke naam van deze soort is voor het eerst voorgesteld als Erastria bryistis door Alfred Jefferis Turner in een publicatie uit 1902.
De soort komt voor in Australië (Queensland).